# 936. pr. Kr.
◄ | 11. stoljeće pr. Kr. | 10. stoljeće pr. Kr. | 9. stoljeće pr. Kr. | ►
◄ | 960-ih pr. Kr. | 950-ih pr. Kr. | 940-ih pr. Kr. | 930-ih pr. Kr. | 920-ih pr. Kr. | 910-ih pr. Kr. | 900-ih pr. Kr. | ►
◄◄ | ◄ | 939. pr. Kr. | 938. pr. Kr. | 937. pr. Kr. | 936 pr. Kr. | 935. pr. Kr. | 934. pr. Kr. | 933. pr. Kr. | ► | ►►
Astronomija

## Događaji
- Baalazar na feničkom prijestolju nasljeđuje svog oca Hirama I. Velikog, kralja Tira.